# Pilamminella
Pilamminella es un género de foraminífero bentónico de la subfamilia Ammovertellininae, de la familia Ammodiscidae, de la superfamilia Ammodiscoidea, del suborden Ammodiscina y del orden Astrorhizida. Su especie-tipo es Pilammina grandis. Su rango cronoestratigráfico abarca desde el Anisiense superior (Triásico medio) hasta el Carniense (Triásico superior).

## Discusión
Clasificaciones previas incluían Pilamminella en el suborden Textulariina del orden Textulariida.

## Clasificación
Pilamminella incluye a las siguientes especies:
- Pilamminella falsofriedli †
- Pilamminella gemerica †
- Pilamminella grandis †
- Pilamminella kuthani †
- Pilamminella semiplana †